# 第47屆廣播金鐘獎
第47屆廣播金鐘獎是2012年台灣廣播業界的年度盛事之一，表揚2012年度傑出的台灣廣播從業人員。廣播金鐘獎頒獎典禮於台灣時間2012年10月19日19點在台北市國父紀念館舉行，由聶雲和朱芯儀擔任主持人。該屆頒獎典禮由中華電視公司執行製播，也是金鐘獎首度採用高畫質製播。

## 入圍暨得獎名單
下列之標記為該獎項得獎者。

### 廣告獎

#### 非商品類廣告獎
註：原《佳音電台形象廣告「傾聽台北的聲音—守護心靈系列篇」》入圍非商品類廣告獎，文化部影視及流行音樂產業局於2012年10月19日撤銷其入圍資格。

## 評審名單
廣播金鐘獎評審委員會
- 主任委員：羅小雲

## 註解
1. ↑  101年廣播金鐘獎得獎名單 （页面存档备份，存于）.文化部影視及流行音樂產業局.2012-10-22
2. ↑  廣播金鐘 撤銷入圍資格通知

## 外部連結
- 101年廣播金鐘獎入圍名單 （页面存档备份，存于）.文化部影視及流行音樂產業局.2012-10-20
- 101年廣播金鐘獎得獎名單 （页面存档备份，存于）.文化部影視及流行音樂產業局.2012-10-22
- 2012金鐘獎官方網站 （页面存档备份，存于）（華視）
- YouTube上的第47屆廣播金鐘獎頻道